# Соколов, Александр Дмитриевич
Александр Дмитриевич Соколов (1898—1941) — советский военачальник, комдив, участник Первой мировой, Гражданской, Советско-финской и Великой Отечественной войн. В 1941 году попал в немецкий плен, в котором погиб.

## Биография
Александр Соколов родился 13 августа 1898 года в Санкт-Петербурге. В августе 1916 года был призван в русскую армию. В 1917 году окончил Павловское военное училище. Принимал участие в Первой мировой войне, дослужился до звания подпоручика. В марте 1918 года вступил в Красную Гвардию, в марте 1919 года пошёл на службу в Рабоче-крестьянскую Красную Армию. Участвовал в Гражданской войне, был командиром и военруком Сестрорецкого красногвардейского отряда, затем — начальником пулемётной команды 6-й стрелковой дивизии. С августа 1919 года Соколов был командиром 5-го стрелкового полка 1-й стрелковой дивизии Северного фронта. С марта 1921 года Соколов командовал 127-м стрелковым полком, а затем — стрелковой бригадой в составе 15-й Сивашской стрелковой дивизии. В октябре 1921 года он был направлен на учёбу на Высшие военно-академические курсы высшего командного состава, а, окончив их в августе 1922 года, Соколов был назначен командиром 7-го стрелкового полка 3-й стрелковой дивизии Уральского военного округа.
В сентябре 1923 года Соколов был назначен командиром 40-го стрелкового полка 14-й стрелковой дивизии Московского военного округа. В марте 1924 года он стал помощником командира этой дивизии. С ноября 1924 года Соколов находился на должности инспектора пехоты Инспекции пехоты РККА. В сентябре 1926 года Соколов стал слушателем Военной академии имени Фрунзе. С июня 1929 года он был начальником штаба 81-й стрелковой дивизии Московского военного округа, с сентября 1930 года — помощником начальника, а затем начальником штаба 3-го стрелкового корпуса. С июня 1937 года Соколов стал командиром этого корпуса. В сентябре 1938 года он был откомандирован в распоряжение Управления по начсоставу Народного комиссариата обороны СССР. С февраля 1939 года Соколов стал старшим преподавателем кафедры тактики Военной академии имени Фрунзе.
Принимал участие в советско-финской войне, с ноября 1939 года он стал начальником штаба 9-й армии. Вместе с командующим этой армией Михаилом Духановым Соколов был отстранён от должности и понижен в звании до полковника. 1 февраля 1940 года он был назначен командиром 615-го запасного армейского полка 13-й армии. С мая 1940 года Соколов был возвращён на работу старшим преподавателем в Военную академию имени Фрунзе. 8 августа 1940 года Соколов был назначен начальником штаба 5-й армии, ему было возвращено воинское звание комдива. 11 марта 1941 года стал командиром 16-го механизированного корпуса. Затем командовал Бердичевской группой войск. В августе 1941 года при попытке прорыва из окружения под Уманью был ранен и попал в немецкий плен. Умер от последствий ранения в плену 17 августа 1941 года.

## Награды
- Орден Красного Знамени
- Медаль «XX лет Рабоче-Крестьянской Красной Армии»